# Светлоярское (озеро)
Светлоярское — озеро в Сормовском районе Нижнего Новгорода. Расположено в Балахнинской низине в черте Нижнего Новгорода между улицами Светлоярской, Мокроусова и Гаугеля.
Происхождение котловины озера — антропогенное. Возникло на месте карьера при добыче материалов для силикатного завода, расположенного рядом. Дно озера песчаное, частично заиленное. В юго-восточной части имеется островок размером 50 на 50 м.
Используется, главным образом, в рекреационных целях (пляжный отдых, рыбалка). Рядом с озером имеется зелёная зона. Судоходство на озере отсутствует, за исключением периодически работающей лодочной станции с прокатом маломерных судов для отдыхающих.